# Abigail Child
Pour les articles homonymes, voir Child.
Abigail Child, née en 1948 à Newark, est une cinéaste, poétesse et écrivaine américaine, active dans l’écriture et le cinéma expérimentaux depuis les années 1970. 
Elle a réalisé plus de quarante films, vidéos et installations, ainsi que six livres. Abigail Child est une pionnière dans le domaine du montage et dès ses débuts, son œuvre filmique relève de l’interaction entre son et image à travers la reformulation de discontinuités narratives. Ceci préfigure plusieurs thématiques dans les domaines filmiques et littéraires contemporains.

## Biographie

### Carrière académique
En 1968, Abigail Child obtient son diplôme du Radcliffe College à l'université Harvard en histoire et en littérature. Elle reçoit la bourse Guggenheim dans le champ des études cinématographiques,. Elle enseigne par la suite dans plusieurs universités dont l'université de New York, le Massachusetts College of Art et le Hampshire College. Elle occupe la chaire du département du film et du cinéma d'animation à la School of the Museum of Fine Arts, Boston depuis 2000 et obtient, de plus, une bourse de recherche au Radcliffe Institute for Advanced Study.
En 2009, elle obtient le prix de Rome américain.

### Films, écriture et poésie
Abigail Child réalise des films dans les années 1970, produisant sept documentaires indépendants, tous tournés en 16 mm. Dès le milieu des années 1970, elle se tourne vers le montage expérimental. Dans les années 1980, son travail explore le genre, ainsi que les stratégies narratives, dans le but de les modifier. Is This What You Were Born For? est un film expérimental majeur de cette période en sept parties. Abigail Child met neuf ans à le réaliser. Il inclut des classiques du genre tels que Mayhem, un film sur le lesbianisme et Covert Action,,. Dans les années 1990, Abigail Child interroge les espaces publics, en lien avec sa recherche poétique d'une part, mais aussi au niveau cinématographique avec des films tels que B/side (1996), qui traite de la question des sans-abris en milieu urbain dans le Lower East Side new-yorkais, ou encore Below the New: A Russian Chronicle (1999), filmé quant à lui dans la ville de Saint-Pétersbourg,,.
Au cours du XXIe siècle, l'art vidéo d'Abigail Child explore aussi bien l’histoire que la mémoire, mais aussi les questions culturelles – la politique de l'espace et l’identité. Certaines de ses œuvres digitales telles que Cake + Steak (2004) ou The Future Is Behind You (2005) prennent une tournure mélodramatique en étudiant la vie quotidienne. Abigail Child exploite souvent des found footage dans le but d'examiner une vision du passé.  Mirror World en 2006 est une installation à écrans multiples qui incorpore des épisodes de sa série foreign film afin d'étudier les excès narratifs. Ces œuvres clés comprennent Surface Noise en 2000, Dark Dark en 2001, Where The Girls Are en 2002, Cake and Steak en 2004, The Future Is Behind You en 2004, To and No Fro en 2005, et Mirror World en 2006. Son documentaire vidéo On The Downlow en 2007 explore quant à lui la bisexualité et le regard issu de la scène underground.
En 2012, Abigail Child termine le film Shape of Error, filmé comme de la vidéo amateur qui rend compte d'un imaginaire basé sur les journaux intimes de Mary Shelley pendant les années de son mariage avec Percy Shelley.
Abigail Child est aussi l’autrice de cinq livres de poésie (publiés entre 1983 et 2012,) et d'un livre d’écrits critiques : This Is Called Moving: A Critical Poetics of Film (2005).
Une collection d’écrits rédigés par plusieurs auteurs au sujet de Is This What You Were Born For?, qui inclut un DVD de la série de films, a été publié en 2011.

## Filmographie
- 2013 : vis à vis, 16 mm, édition numérique
- 2013 : ELSA merdelamerdelamer, vidéo, son
- 2013 : UNBOUND, 16 mm, son
- 2011 : A Shape of Error, film sur Mary and Percy Shelley, 16 mm, son
- 2011 : The Suburban Trilogy, film et version numérique
- 2010 : Hacking Empire, version un écran de L'impero Invertito
- 2010 : Riding the Tiger : Letters from Capitalist China, vidéo numérique
- 2010 : L'impero invertito, installation de 4 écrans, Rome Academy, Romanian Academy
- 2009 : Ligatures, avec Nada Gordon, vidéo numérique
- 2009 : If I Can Sing A Song About Ligatures, avec Nada Gordon, Foreign Film Series
- 2008 : Surf and Turf, 16 mm/digital, The Suburban Trilogy, part 3
- 2007 : On the Downlow, documentaire digital dirigé par Child
- 2007 : The Party, numérique
- 2006 : Mirrorworlds, version installation de Dark Dark et To And No Fro
- 2006 : Mirror World, 16 mm numérique
- 2006 : By Desire, installation à trois écrans
- 2005 : To and No Fro, 16 mm numérique
- 2004 : Blonde Fur, Loop from Cake and Steak
- 2004 : The Future Is Behind You, film/digital, The Suburban Trilogy, Part 2
- 2003 : Cake and Steak, film/digital, The Suburban Trilogy, Part 1
- 2003 : The Milky Way, installation, version de Dark Dark
- 2002 : Subtalk, numérique
- 2001 : Dark Dark, film, How the World Works, Part 2
- 2000 : Surface Noise, film, How the World Works, Part 1
- 1998 : Catch Me If You Can, script
- 1996 : B/SIDE, film
- 1995 : Through the Looking Lass, performance vidéo interactive
- 1994 : Dinkinsville, vidéo
- 1993 : Songs, performance vidéo interactive
- 1993 : 8 Million, album vidéo
- 1990 : Swamp, avec S. Schulman
- 1990 : Swamp Songs, vidéo interactive
- 1981-1989 : Is This What You Were Born For?, 7 parties
- 1979 : Ornamentals
- 1979 : Pacific Far East Line
- 1978 : Peripeteia II
- 1978 : Daylight Test Section
- 1977 : Peripeteia I
- 1977 : Some Exterior Presence
- 1975 : Tar Garden
- 1972 : Game
- 1970 : Except the People

## Publications
- From Solids (Roof Books, 1983)
- Climate Plus (Coincidence Press: Second Season, 1986)
- A Motive for Mayhem (Potes & Poets, 1989)
- Flesh : poems for Sarah Shulman (ZET Amsterdam - New York, 1990)
- Mob (O Books, 1994)
- Scatter Matrix (Roof Books, 1996)
- Artificial Memory (Belladonna Press, 2001)
- This is Called Moving: A Critical Poetics of Film (University of Alabama Press, 2005)
- Counter Clock (Tout court Editions, Mermaid Tenement Press, 2009)
- Is This What You Were Born For ? (MetisPress, 2011)